# Fireworks (앙그라의 음반)
| 전문가 평가 | 전문가 평가 |
| 평가 점수   | 평가 점수   |
| 출처        | 점수        |
| ----------- | ----------- |
| AllMusic    | [ 1 ]       |

《Fireworks》는 브라질의 헤비 메탈 밴드 앙그라의 세 번째 스튜디오 음반이다. 1998년 루크레티아 레코드에서 발매되었다. 이 음반은 앙드레 마토스가 보컬과 루이스 마리우티 베이스에 참여한 마지막 음반이며, 2010년 《Aqua》까지 드러머 리카르도 콘페소리가 참여한 마지막 음반이다.

## 배경
기타리스트 키코 루레이로에 따르면 보컬리스트 앙드레 마토스는 《Holy Live》 투어 직후 앙그라를 떠나 그의 솔로 프로젝트 《Virgo》 (사샤 파에스와의 공동 작업)에 참여하기로 결정했고, 밴드는 에두 팔라스키를 후임으로 리허설을 시작했다. 하지만, 레코드 회사의 한 프랑스 임원은 그들의 차이점을 해결하는 것을 돕기 위해 저녁을 먹으면서 그들과 이야기를 나누었다. 그럼에도 불구하고 키코는 앙드레가 멀리 떨어져 있다고 느꼈고, 대부분 다른 멤버들과 협업하는 대신 혼자 작곡을 했다.

## 곡 목록
| #   | 제목                 | 작사·작곡                                        | 재생 시간 |
| --- | -------------------- | ------------------------------------------------ | --------- |
| 1.  | 〈Wings of Reality〉 | 앙드레 마토스                                    | 5:54      |
| 2.  | 〈Petrified Eyes〉   | 크리스 샹그리디, 라파엘 비트텐코트               | 6:05      |
| 3.  | 〈Lisbon〉           | 마토스                                           | 5:13      |
| 4.  | 〈Metal Icarus〉     | 비트텐코트, 키코 루레이로, 리카르도 콘페소리     | 6:23      |
| 5.  | 〈Paradise〉         | 마토스, 비트텐코트, 루레이로                     | 7:38      |
| 6.  | 〈Mystery Machine〉  | 샹그리디, 콘페소리, 마토스, 비트텐코트, 루레이로 | 4:11      |
| 7.  | 〈Fireworks〉        | 마토스, 비트텐코트, 루레이로, 콘페소리           | 6:20      |
| 8.  | 〈Extreme Dream〉    | 마토스, 비트텐코트, 루레이로                     | 4:16      |
| 9.  | 〈Gentle Change〉    | 비트텐코트, 루이스 마리우티, 콘페소리            | 5:35      |
| 10. | 〈Speed〉            | 마토스, 루레이로                                 | 5:57      |